# Rhizocladosporium
Rhizocladosporium is een monotypisch geslacht van schimmels uit de orde Helotiales. Het bevat alleen Rhizocladosporium argillaceum. De familie is niet eenduidig bepaalt (incertae sedis).